# Jour de silence à Tanger
Jour de silence à Tanger est un roman publié le 1er janvier 1990 aux éditions du Seuil par l'écrivain marocain Tahar Ben Jelloun. Il relate la vie intérieur d'un vieillard à l'approche de la mort. Abordant plusieurs thèmes liés les uns aux autres (la vieillesse, la solitude, la mort), l'ouvrage questionne la figure du père dans la culture maghrébine.

## Présentation générale
Le roman Jour de silence à Tanger est un ouvrage écrit par le marocain Tahar Ben Jelloun. Il est publié aux éditions du Seuil le 1er janvier 1990.
Jour de silence à Tanger est un récit dont les thème principaux sont la vieillesse, la mort, la solitude, la désillusion, etc. Ces thèmes permettent à l'auteur de centré le roman sur le sujet principal de sa réflexion : la figure du père dans la culture maghrébine,. L'action se déroule à Tanger.
Le roman est dédicacé par Tahar Ben Jelloun à son père.

## Résumé
Le roman s'intéresse à un vieillard, seul et malade, qui vit dans le silence et l'ennui de sa chambre tangéroise. Le récit relate des moments de la vie intérieur du vieil homme et son chemin intellectuel vers l'acceptation de la mort, notamment lorsqu'il se remémore des souvenirs de jeunesse ou qu'il imagine le spectacle du paradis et l'enfer,.

## Analyse
Jour de silence à Tanger est un roman dont la forme reprend les principaux codes du récit. Sur la plan stylistique, l'écriture est directe et concise et l'expressivité est de nature poétique. Au cours d'une interview, Tahar Ben Jelloun a indiqué que ce style très simple lui a en réalité demandé un long travail pour obtenir une écriture très précise. Il estime d'ailleurs que cette approche, différente de sa pratique habituelle, constitue un point d'inflexion dans son œuvre littéraire globale,.
Centré autour des thèmes comme la solitude, la nostalgie, la vieillesse, la mort et surtout la figure du père, le personnage du père et sa position sont centraux dans l'ouvrage. Tahar Ben Jelloun a indiqué que son roman n'était pas de nature autobiographique. Le vieil homme décrit dans le roman, sa vie, sa mémoire, etc. n'est donc le père de l'auteur. Toutefois, l'écrivain marocain précise que la figure de son père était présente à son esprit lorsqu'il écrivait et que ce dernier a inspiré certains aspects du roman,.
Pour Jean Déjeux, Jour de silence à Tanger n'est pas une œuvre à inscrire dans une compréhension psychanalytique en lien avec le meurtre smybolique du père. Si cette forme existe dans la littérature d'Afrique du Nord, le critique précise que les éléments constitutifs de ce traitement sont absents de l'ouvrage de Ben Jelloun.
Le roman présente le cheminement intellectuel du vieil homme vers la mort. Ce voyage intérieur commence par une attitude de d'opposition et de refus, comme pour éloigner la mort de sa personne, puis évolue vers l'imagination, d'abord empreinte de tristesse et de nostalgie puis se concluant dans des rêveries et le ravissement.
La figure du vent d'est, le chergui, accompagne ce cheminement et se révèle être l'un des moteurs de l'évolution du personnage par la fatigue qu'il fait peser sur lui. Les figures féminines, qu'elles soient idéalisées ou remémorées, rythment également les pensées du vieillard.
Pour Jean Déjeux, le lieu de l'intrigue, Tanger, est à mettre en contrepoint de l'état mental du personnage principal. Ville symbolisant la décadence, elle donne une réalité concrète à l'état physique de l'homme ainsi qu'à sa situation pleine de solitude, d'ennui et de lutte contre la maladie et la fin. En opposition, son état spirituel et mental le conduit à accepter la mort et surmonter ces réalités négatives.